# Andrei Hangan
Andrei Hangan (n. 8 aprilie 1972, Vadul lui Vodă, municipiul Chișinău, Republica Moldova) este un fost senator român, ales în legislatura 2020-2024 din partea AUR.